# Oncorhynchus clarki
Oncorhynchus clarki (tiếng Anh: cutthroat trout, tiếng Việt: cá hồi cắt họng) là một loài cá trong họ Cá hồi bản địa các phụ lưu có nước lạnh của Thái Bình Dương, dãy núi Rocky và Đại Bồn địa ở Bắc Mỹ. Nó là một thành viên của chi Oncorhynchus, và là một trong những loài cá hồi Thái Bình Dương, một nhóm bao gồm cá hồi vân phân bố rộng rãi. Cá hồi cắt họng là loại cá câu thể thao phổ biến, đặc biệt là trong số cần thủ thích câu cá ruồi. Tên thông thường "cutthroat" đề cập đến màu đỏ đặc biệt ở mặt dưới của hàm dưới. Tên khoa học clarkii được gắn để tôn vinh nhà thám hiểm William Clark, đồng lãnh đạo của cuộc thám hiểm của Lewis và Clark.
Cá hồi cắt họng thường sinh sống và đẻ trứng ở những con sông nhỏ đến lớn vừa phải, trong lành, oxy hóa tốt, những con sông nông với đáy sỏi. Chúng sinh sản ở những hồ nước trong, lạnh, độ sâu vừa phải. Chúng có nguồn gốc từ phù sa hoặc dòng đá tự do là các nhánh điển hình của các con sông thuộc Lưu vực Thái Bình Dương, Lưu vực Lớn và Dãy núi Rocky. Cá hồi cắt họng sinh sản vào mùa xuân và có thể vô tình nhưng tự nhiên lai với cá hồi vân, tạo ra những con cá hồi cắt vân mập mạp. Một số quần thể của cá hồi cắt họng ven biển (O. c. clarkii) là bán di cư.
Một số phân loài của cá hồi cắt họng hiện được liệt kê là bị đe dọa trong phạm vi bản địa của chúng do bị mất môi trường sống và du nhập của các loài không bản địa. Hai phân loài, O. c. alvordensis và O. c. macdonaldi, được coi là tuyệt chủng. Cá hồi cắt họng được nuôi trong trại giống để khôi phục quần thể trong phạm vi bản địa của chúng, cũng như thả giống trong môi trường hồ không bản địa để hỗ trợ câu cá. Các loài cá hồi cắt họng và một số phân loài là cá chính thức của bảy bang miền tây Hoa Kỳ.

## Phân loại

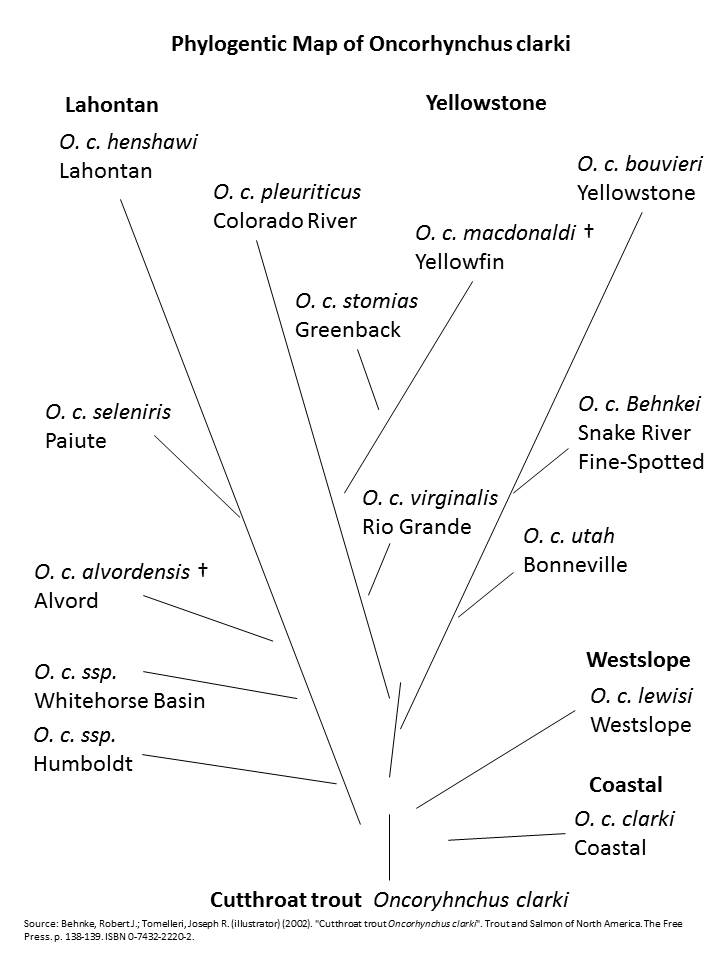
Bản đồ phát sinh loài của Oncorhynchus clarkii

Tên khoa học của cá hồi cắt họng là Oncorhynchus clarkii. Cá hồi cắt họng là loài cá hồi Tân Thế giới đầu tiên mà người châu Âu bắt gặp khi đặt chân đến vào năm 1541, nhà thám hiểm người Tây Ban Nha Francisco de Coronado đã ghi lại việc nhìn thấy cá hồi ở Sông Pecos gần Santa Fe, New Mexico. Đây rất có thể là cá hồi cắt họng Rio Grande (O. c. virginalis). Loài này lần đầu tiên được mô tả trong nhật ký của nhà thám hiểm William Clark từ các mẫu vật thu được trong cuộc thám hiểm của Lewis và Clark từ Sông Missouri gần Great Falls, Montana, và đây rất có thể là cá hồi cắt họng phía tây (O. c. lewisi). Vì một trong nhiều nhiệm vụ của Lewis và Clark là mô tả hệ thực vật và động vật gặp phải trong chuyến thám hiểm của họ, cá hồi cắt họng được đặt tên Salmo clarkii để vinh danh William Clark. Năm 1836, mẫu vật loại của S. clarkii được mô tả bởi nhà tự nhiên học John Richardson từ một nhánh của hạ lưu Sông Columbia, được xác định là "Katpootl", là có lẽ là Lewis River, vì có một ngôi làng Multnomah có tên tương tự tại điểm giao nhau. Loại mẫu vật này rất có thể là phân loài cá hồi cắt họng ven biển O. c. clarkii. Cho đến những năm 1960, quần thể cá hồi cắt họng phía tây và cá hồi Yellowstone được gộp thành một phân loài; Salmo clarkii lewisii. Các nhà sinh vật học sau đó đã chia nhóm này thành hai phân loài, đặt tên cho cá hồi cắt họng phía tây với tên lewisii để vinh danh nhà thám hiểm Meriwether Lewis và đổi tên thành cá hồi cắt họng Yellowstone Salmo bouvierii, tên đầu tiên được đặt cho cá hồi cắt họng Yellowstone là do David Starr Jordan đặt vào năm 1883 để vinh danh Đại úy quân đội Hoa Kỳ Bouvier.

## Mối đe dọa số lượng

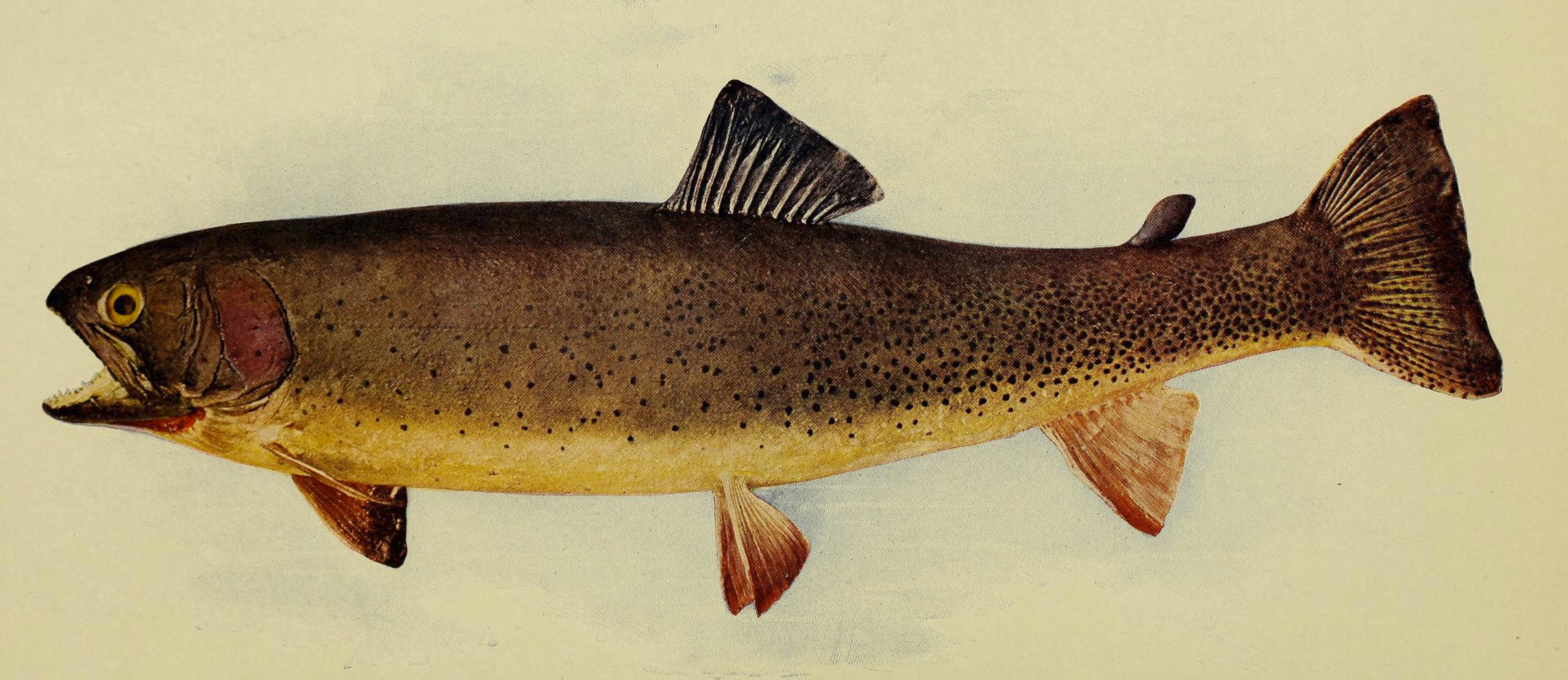
Cá hồi cắt họng Yellowstone từ Birds and Nature, 1904

Phạm vi bản địa lịch sử của cá hồi cắt họng đã bị giảm do đánh bắt quá mức, đô thị hóa và mất môi trường sống do khai thác mỏ, chăn thả gia súc và khai thác gỗ. Mật độ quần thể đã giảm và trong một số trường hợp, quần thể đã biến mất do cạnh tranh với cá hồi suối, cá hồi nâu, cá hồi hồ và vân, cá hồi kokanee, cá hồi trắng hồ và tôm mysis được giới thiệu vào cuối thế kỷ 19 và đầu thế kỷ 20. Các nhà khoa học tin rằng cá hồi cắt họng phía tây cuối cùng sẽ tuyệt chủng khỏi các hồ lớn ở Tây Montana do kết quả thác dinh dưỡng khi cá hồi hồ và tôm mysis ra đời. Các mối đe dọa nghiêm trọng nhất hiện nay đối với một số phân loài là lai tạo giữa các loài với du nhập cá hồi vân, tạo ra cá hồi lai và lai giữa các loài với các phân loài cá hồi cắt họng du nhập khác. Trong Hệ sinh thái Greater Yellowstone, sự hiện diện của cá hồi hồ (Salvelinus namaycush) ở Hồ Yellowstone trong Công viên Quốc gia Yellowstone đã gây ra sự suy giảm nghiêm trọng đối với cá hồi cắt họng Yellowstone (O. c. bouvierii). Sự bùng phát của bệnh xoáy ở các nhánh sinh sản chính trong phạm vi bản địa cũng đã gây ra sự suy giảm. Hầu hết các phân loài của cá hồi cắt họng rất dễ bị bệnh xoáy, mặc dù cá hồi cắt họng đốm mịn (O. c. behnkei) dường như có khả năng kháng ký sinh trùng.

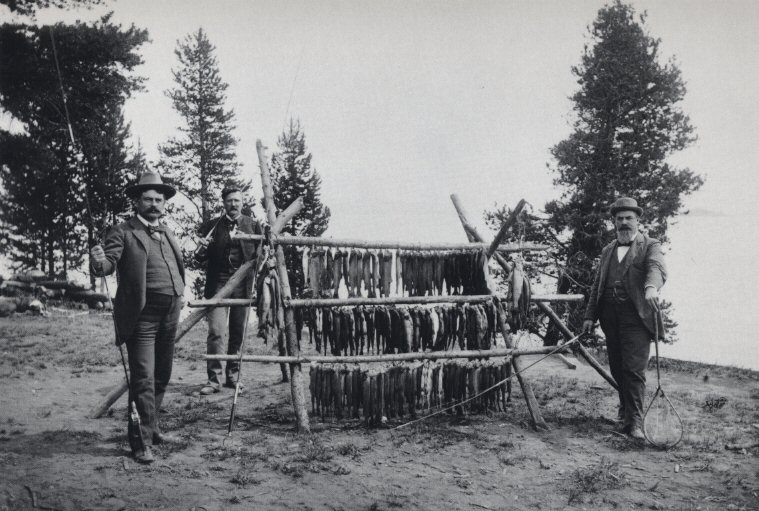
Những người câu cá ở West Thumb, 1897, với một vụ thu hoạch cá hồi cắt họng Yellowstone

## Là một biểu tượng
Cá hồi cắt họng là cá bang của Idaho, Montana và Wyoming, trong khi các phân loài cụ thể của cá hồi cắt họng là cá của bang Colorado, Nevada, New Mexico và Utah.
- Idaho[12] Montana[13] and Wyoming[14]–Cutthroat trout (O. clarki)
- Colorado–Greenback cutthroat trout (O. c. stomias)
- Nevada[15]–Lahontan cutthroat trout (O. c. henshawi)
- New Mexico[16]–Rio Grande cutthroat trout (O. c. virginalis)
- Utah[17]–Bonneville cutthroat trout (O. c. utah)